# طارق ايلريك
طارق ايلريك (1 يناير 1987 بسيدني في أستراليا - ) هو لاعب كرة قدم أسترالي في مركزي الوسط والدفاع. شارك مع منتخب أستراليا تحت 20 سنة لكرة القدم ومنتخب أستراليا الوطني لكرة القدم تحت 23 سنة ومنتخب أستراليا لكرة القدم. أما مع النوادي، فقد لعب مع نادي أديلايد يونايتد ونادي سيدني أوليمبيك ونادي وسترن سيدني واندررز ونيوكاسل يونايتد جتس.

## وصلات خارجية
- طارق ايلريك على موقع قاعدة بيانات كرة القدم.إي يو (الإنجليزية)
- طارق ايلريك على موقع Soccerway.com (الإنجليزية)